# Protapanteles distatus
Protapanteles distatus är en stekelart som först beskrevs av Papp 1990.  Protapanteles distatus ingår i släktet Protapanteles och familjen bracksteklar. Inga underarter finns listade i Catalogue of Life.